# Saint-Poncy

Saint-Poncy este o comună în departamentul Cantal, Franța. În 1 ianuarie 2022 avea o populație de 337 de locuitori.